# Ilmir Rischatowitsch Chasetdinow
Ilmir Rischatowitsch Chasetdinow (russisch Ильмир Ришатович Хазетдинов, wiss. Transliteration Il'mir Rišatovič Chazetdinov, tatarisch Илмир Ришат улы Хәзетдинов İlmir Rişat ulı Xäzetdinov; geboren am 28. Oktober 1991 in Ufa, Baschkirische ASSR, UdSSR) ist ein russischer Skispringer tatarischer Herkunft.

## Werdegang
Ilmir Chasetdinow trat ab 2006 in ersten internationalen Wettbewerben der Fédération Internationale de Ski in Erscheinung und startete zunächst vorwiegend im FIS Cup. Bei den Nordischen Junioren-Skiweltmeisterschaften 2007 in Tarvis belegte er im Einzelspringen von der Normalschanze den 36. Platz. Im Teamwettkampf, der ebenfalls von der Normalschanze ausgetragen wurde, wurde er gemeinsam mit Pawel Karelin, Iwan Tschumyschew und Iwan Sawwatejew Zehnter.
Im Winter 2007/08 gab er am 22. Dezember 2007 mit einem 74. Platz bei einem Wettbewerb auf der Großen Olympiaschanze in Garmisch-Partenkirchen sein Debüt im Skisprung-Continental-Cup. Es blieb zunächst bei diesem einmaligen Start in der Wettbewerbsserie. Er nahm an den Nordischen Junioren-Skiweltmeisterschaften 2008 in Zakopane teil und wurde 35. im Einzelwettkampf sowie zusammen mit Alexander Sardyko, Iwan Sawwatejew und Pawel Karelin Elfter im Teamwettkampf.
Chasetdinow war in den nächsten Jahren noch bei drei weiteren Nordischen Junioren-Skiweltmeister unter den Teilnehmern. Bei den Junioren-Skiweltmeisterschaften 2009 in Štrbské Pleso erreichte er einzeln den 60. und im Team mit Roman Trofimow, Stanislaw Oschtschepkow und Sergei Bytschkoi den 15. Platz. Ein Jahr später wurde er im Rahmen der Junioren-Skiweltmeisterschaften 2010 49. im Einzel sowie mit Pawel Karelin, Georgi Tscherwjakow und Alexander Sardyko Achter im Team. In Otepää wurde er bei den Nordischen Junioren-Skiweltmeisterschaften 2011 dann 37. im Einzelspringen. Im Teamspringen startete er in diesem Jahr nicht mehr.
Am 28. November 2011 gewann er im finnischen Rovaniemi mit einem zwölften Rang im Rahmen der Saison 2011/12 seine ersten Wertungspunkte im Skisprung-Continental-Cup. In Wisła erreichte er am 26. Februar 2012 als Achter seine erste Platzierung unter den zehn Bestplatzierten. Im Continental Cup lag er mit Saisonende auf Platz 56. Gegen Ende der Weltcup-Saison 2011/12 gab er im Teamspringen von Lahti am 3. März 2012 zudem sein Debüt im Skisprung-Weltcup. Mit Alexander Sardyko, Dmitri Wassiljew und Denis Kornilow wurde er Siebter. Bei den russischen Meisterschaften 2012 in Tschaikowski wurde er mit Witali Woina, Grigori Leontjew und Dmitri Wassiljew erstmals russischer Meister.
Im Sommer 2012 debütierte Ilmir Chasetdinow bei einem Teamwettbewerb in Wisła mit Pjotr Tschaadajew, Ilja Rosljakow und Anton Kalinitschenko an seiner Seite und einem neunten Platz im Skisprung-Grand-Prix. Am 23. September 2012 erreichte er im kasachischen Almaty mit Rang 21 seine ersten Wertungspunkte in dieser Wettbewerbsserie. Im Continental Cup stand er in der Saison 2012/13 nach einem Wettbewerb in Nischni Tagil am 17. März 2013 erstmals auf dem Podest, nachdem er am Tag zuvor an gleicher Stelle bereits Vierter geworden war. Bei den russischen Meisterschaften 2013 ebenfalls in Nischni Tagil gewann er die Goldmedaille im Einzelspringen von der Normalschanze.
Beim Skisprung-Grand-Prix 2013 konnte Chasetdinow bei den Springen in Hakuba, Nischni Tagil und Almaty punkten und erreichte damit den 36. Rang in der Gesamtwertung. Im Herbst wurde er bei den russischen Sommer-Meisterschaften 2013 in Krasnaja Poljana russischer Meister im Einzelspringen von der Normalschanze. Im Winter 2013/14 trat er vermehrt im Skisprung-Weltcup an, eine Punkteplatzierung blieb ihm jedoch verwehrt. Für Russland nahm er an den Olympischen Winterspielen 2014 teil. Im Einzelspringen von der Normalschanze erreichte er den 36. und in dem von der Großschanze den 29. Platz. Im Team  wurde er mit Alexei Romaschow, Dmitri Wassiljew und Denis Kornilow Neunter.

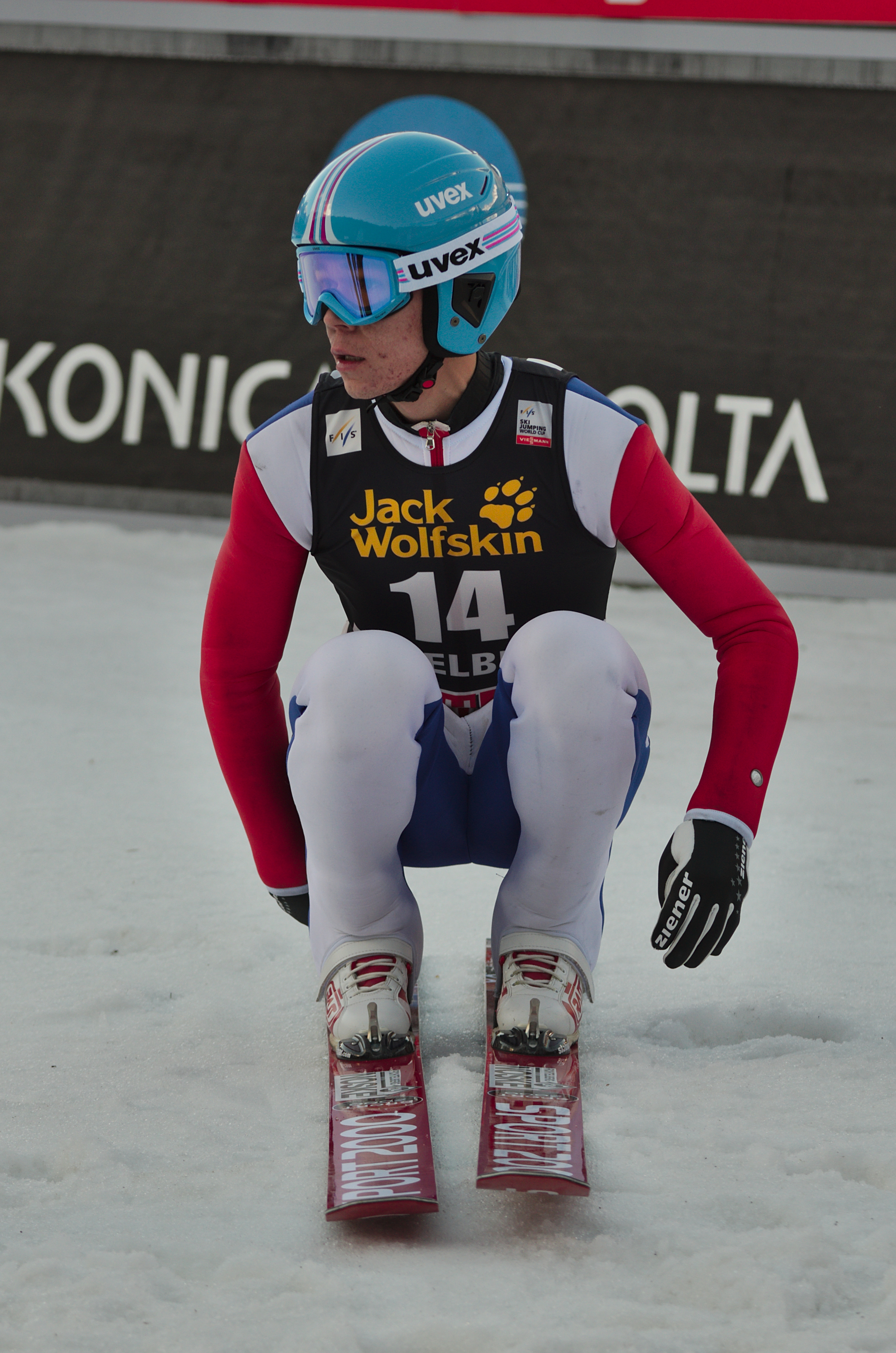
Chasetdinow beim Weltcup in Engelberg (2014)

In der Saison 2014/15 gelang ihm am 7. Dezember 2014 im norwegischen Lillehammer mit Rang 26 sein erster Punktgewinn im Weltcup. Im Gesamtweltcup lag er am Saisonende mit 32 Punkten auf dem 57. Platz. Insgesamt hatte er sechs Mal den Finaldurchgang erreicht.
Bei der Winter-Universiade 2015 in Štrbské Pleso gewann Chasetdinow zwei Medaillen, nämlich die Silbermedaille im Einzelspringen von der Normalschanze und gemeinsam mit Jewgeni Klimow und Michail Maximotschkin die Goldmedaille im Teamspringen. Mit Irina Awwakumowa wurde er Vierter im Mixed-Team-Wettbewerb. Beide Teamspringen wurden ebenfalls von der Normalschanze ausgetragen.
Wenige Wochen später fuhr er auch zu den Nordischen Skiweltmeisterschaften 2015 in Falun und wurde 42. im Einzelwettkampf von der Normalschanze. Im Mixed-Team-Springen erreichte er zusammen mit Irina Awwakumowa, Sofja Tichonowa und Michail Maximotschkin den sechsten und im Teamspringen der Männer  mit Denis Kornilow, Dmitri Wassiljew und Michail Maximotschkin den siebten Platz.
Im Sommer 2015 konnte er sich im Grand Prix mehrfach in den Punkterängen platzieren und am 12. September 2015 in Almaty mit dem dritten Platz hinter Stefan Kraft und Robert Kranjec das Podium erreichen. Insgesamt gewann er 108 Punkte. Damit wurde er 29. in der Grand-Prix-Wertung, womit er sein bis dahin bestes Gesamtresultat, den 36. Platz aus dem Sommer 2013, übertreffen konnte.
In die Weltcup-Saison 2015/16 startete Chasetdinow mit einem 21. Platz im Einzelspringen von Klingenthal. Im Vergleich zum Vorjahr erreichte er nur 23 Weltcuppunkte, mit dem 54. Platz aber ein besseres Gesamtergebnis. Bei der Skiflug-Weltmeisterschaft 2016 in Bad Mitterndorf wurde er 32. im Einzel und im Team mit Wladislaw Bojarinzew, Michail Maximotschkin und Denis Kornilow Achter.
Während er im Skisprung-Weltcup 2016/17 ohne Punkte blieb, gewann er bei den russischen Meisterschaften 2017 die Goldmedaille im gemischten Team, zu dem neben ihm auch Alexandra Baranzewa, Alexandra Kustowa und Dmitri Wassiljew gehörten. Diesen Erfolg konnte er bei den Sommer-Meisterschaften 2017 mit dem Männerteam sowie Nikolai Matawin, Kirill Kotik und Dmitri Wassiljew wiederholen.
Im Winter 2017/18 startete er dann wieder vorwiegend im Continental Cup, wobei seine beiden besten Resultate zwei neunte Plätze in Titisee-Neustadt und Tschaikowski waren. Im Gesamt-Continental-Cup lag er mit 120 Punkten auf dem 60. Rang. Im Weltcup blieb er erneut ohne Punkte. Im Sommer-Continental-Cup 2018 erreichte er am 17. August 2018 in Szczyrk mit dem zweiten Platz seine zweite Podiumsplatzierung im Continental Cup. Im Rahmen der russischen Sommer-Meisterschaften 2018, wie üblich in Krasnaja Poljana, wurde er für die Oblast Moskau erneut russischer Meister mit dem Männerteam. Neben Chasetdinow bestand dieses aus Michail Nasarow, Dmitri Wassiljew und Jewgeni Klimow.
Noch erfolgreicher gestalteten sich für ihn die russischen Meisterschaften im Winter 2019 in Tschaikowski. Dort wurde er sowohl im Männerteam mit Nikolai Matawin, Michail Nasarow und Dmitri Wassiljew als auch im gemischten Team mit Irina Awwakumowa, Michail Nasarow und Alexandra Kustowa russischer Meister. Bei den russischen Sommer-Meisterschaften 2019 gewann er an der Seite von Nikolai Matawin, Michail Nasarow und Jewgeni Klimow zum dritten Mal in Serie bei den nationalen Sommer-Meisterschaften die Goldmedaille im Teamwettbewerb. Im Continental Cup der Saison 2018/19 belegte er den 54., in dem der Saison 2019/20 den 121. Gesamtrang.
Mit der Goldmedaille im Einzelspringen von der Großschanze bei den russischen Sommer-Meisterschaften 2020 gewann Chasetdinow im Oktober 2021 seinen zehnten nationalen Meistertitel, dem er am darauffolgenden Tag im Team mit Konstantin Iswolski, Nikolai Matawin und Maxim Altschikow den elften und bei den russischen Meisterschaften im Winter 2021 im Mixed-Team mit Xenija Kablukowa, Irina Awwakumowa und Jewgeni Klimow den zwölften folgen ließ. Insgesamt gewann Chasetdinow inzwischen mehr als 30 nationale Medaillen bei russischen Meisterschaften im Sommer und Winter. Daneben belegte er im Skisprung-Continental-Cup 2020/21 den 72. Gesamtrang.

## Statistik

### Weltcup-Platzierungen
| Saison  | Platz | Punkte |
| ------- | ----- | ------ |
| 2014/15 | 057.  | 0032   |
| 2015/16 | 054.  | 0023   |

### Vierschanzentournee-Platzierungen
| Saison  | Platz | Punkte   |
| ------- | ----- | -------- |
| 2013/14 | 049.  | 0,0326,3 |
| 2014/15 | 043.  | 0,0325,6 |
| 2015/16 | 056.  | 0,0200,6 |

### Grand-Prix-Platzierungen
| Saison | Platz | Punkte |
| ------ | ----- | ------ |
| 2012   | 069.  | 0010   |
| 2013   | 036.  | 0080   |
| 2014   | 044.  | 0040   |
| 2015   | 029.  | 0108   |
| 2018   | 069.  | 0008   |

### Continental-Cup-Platzierungen
| Saison  | Sommer | Sommer | Winter | Winter | Gesamt | Gesamt |
| Saison  | Platz  | Punkte | Platz  | Punkte | Platz  | Punkte |
| ------- | ------ | ------ | ------ | ------ | ------ | ------ |
| 2011/12 | —      | —      | 056.   | 0087   | 056.   | 0087   |
| 2012/13 | —      | —      | 035.   | 0307   | 035.   | 0307   |
| 2013/14 | —      | —      | 111.   | 0013   | 137.   | 0013   |
| 2014/15 | 076.   | 0027   | 079.   | 0045   | 081.   | 0072   |
| 2015/16 | —      | —      | 082.   | 0029   | 109.   | 0029   |
| 2016/17 | —      | —      | 068.   | 0066   | 091.   | 0066   |
| 2017/18 | —      | —      | 048.   | 0120   | 060.   | 0120   |
| 2018/19 | 024.   | 0110   | 073.   | 0049   | 054.   | 0159   |
| 2019/20 | —      | —      | 080.   | 0022   | 121.   | 0022   |
| 2020/21 | —      | —      | —      | —      | 072.   | 0023   |